# 布里奥莱
布里奥莱（法語：Briollay，法語發音：[bʁijɔlɛ] ⓘ）是法国曼恩-卢瓦尔省的一个市镇，属于昂热区。

## 地理
布里奥莱（47°33'51"N, 0°30'30"W）面积14.28 平方千米，位于法国卢瓦尔河地区大区曼恩-卢瓦尔省，该省份为法国西部内陆省份，大致对应安茹地区，北起顺时针与马耶讷省、萨尔特省、安德尔-卢瓦尔省、维埃纳省、德塞夫勒省、旺代省、大西洋卢瓦尔省和伊勒-维莱讷省接壤。
与布里奥莱接壤的市镇（或旧市镇、城区）包括：谢夫、埃库夫朗、苏莱尔和布尔、蒂耶尔塞、安茹地区里沃迪卢瓦。

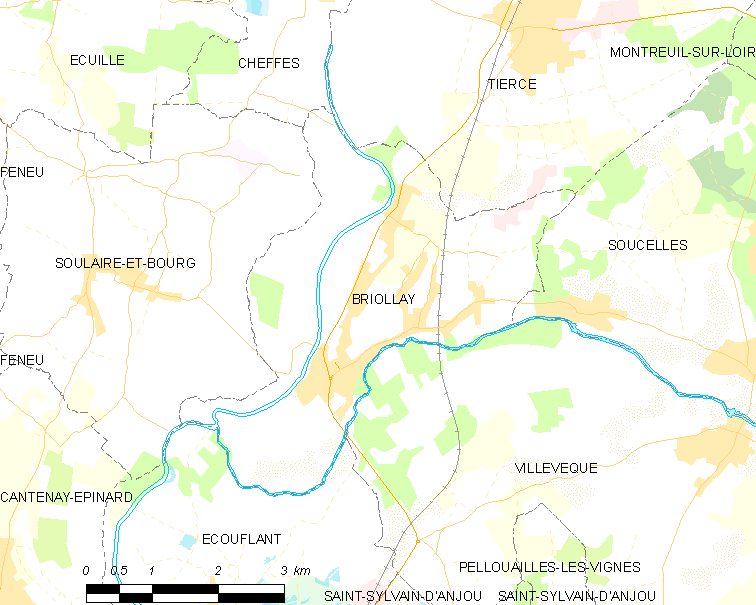
布里奥莱的OSM定位图

布里奥莱的时区为UTC+01:00、UTC+02:00（夏令时）。

## 行政
布里奥莱的邮政编码为49125，INSEE市镇编码为49048。

## 政治
布里奥莱所属的省级选区为昂热第五县。

## 人口

1962-2008年间布里奥莱人口变化图示

布里奥莱于2022年1月1日时的人口数量为3193人。